# Centrophorus atromarginatus
El quelvacho enano, Centrophorus atromarginatus, es una especie de tiburón perro de la familia Centrophoridae encontrados en el océano Indo-Pacífico, del  Golfo de Adén, Japón, Taiwán, y norte de Papúa Nueva Guinea.

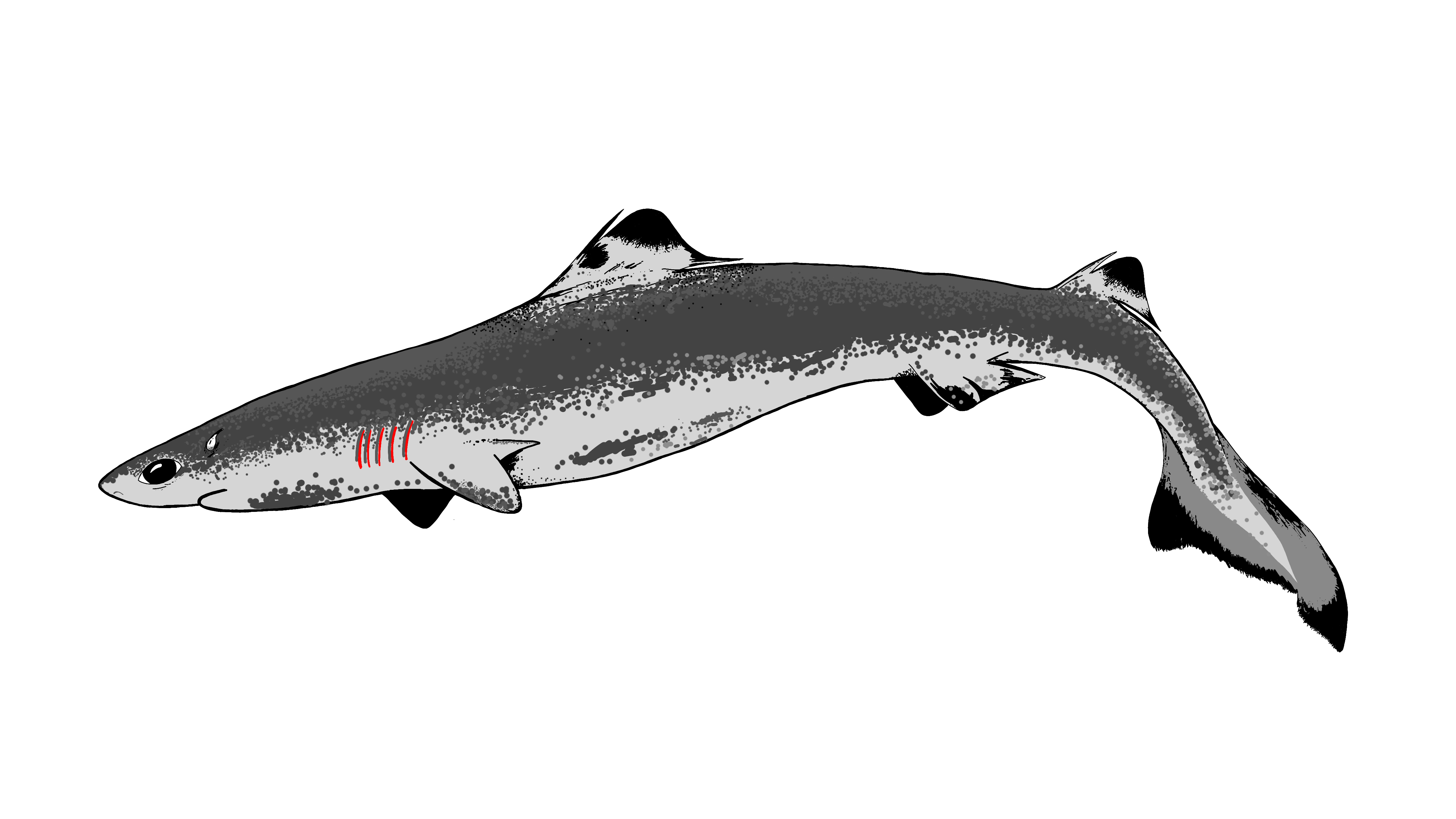
Ilustración de Centrophorus atromarginatus